# Terrasses de Cap-Rouge–Beaupré
Les terrasses de Cap-Rouge–Beaupré sont un ensemble de terrasses alluviales situées dans la région de la Capitale-Nationale, au Québec (Canada). Autrefois recouvertes par la mer de Champlain, elles bordent aujourd'hui le fleuve Saint-Laurent. La majorité de la population de l'agglomération de Québec et de la Côte-de-Beaupré habite sur ces plateaux.

## Description
Ces terrasses longent le fleuve Saint-Laurent entre Saint-Augustin-de-Desmaures et Beaupré. Elles sont adossées au nord aux Laurentides. Elles appartiennent aux basses-terres du Saint-Laurent.
Elles ont été formées par des baisses successives des niveaux de l'eau de la mer de Champlain. Elles commencent à émerger il y a environ 10 000 ans. Les dépôts des littoraux en ont fait les premières terres agricoles durant la colonisation de la Nouvelle-France.

## Liste des terrasses

### Colline de Québec
La colline de Québec fait partie des premières terrasses à émerger lors de l'abaissement de la mer de Champlain. Elle a pris la forme d'une île pendant plusieurs millénaires avant la fermeture du chenal formée par la dépression des rivières Saint-Charles et du Cap Rouge.

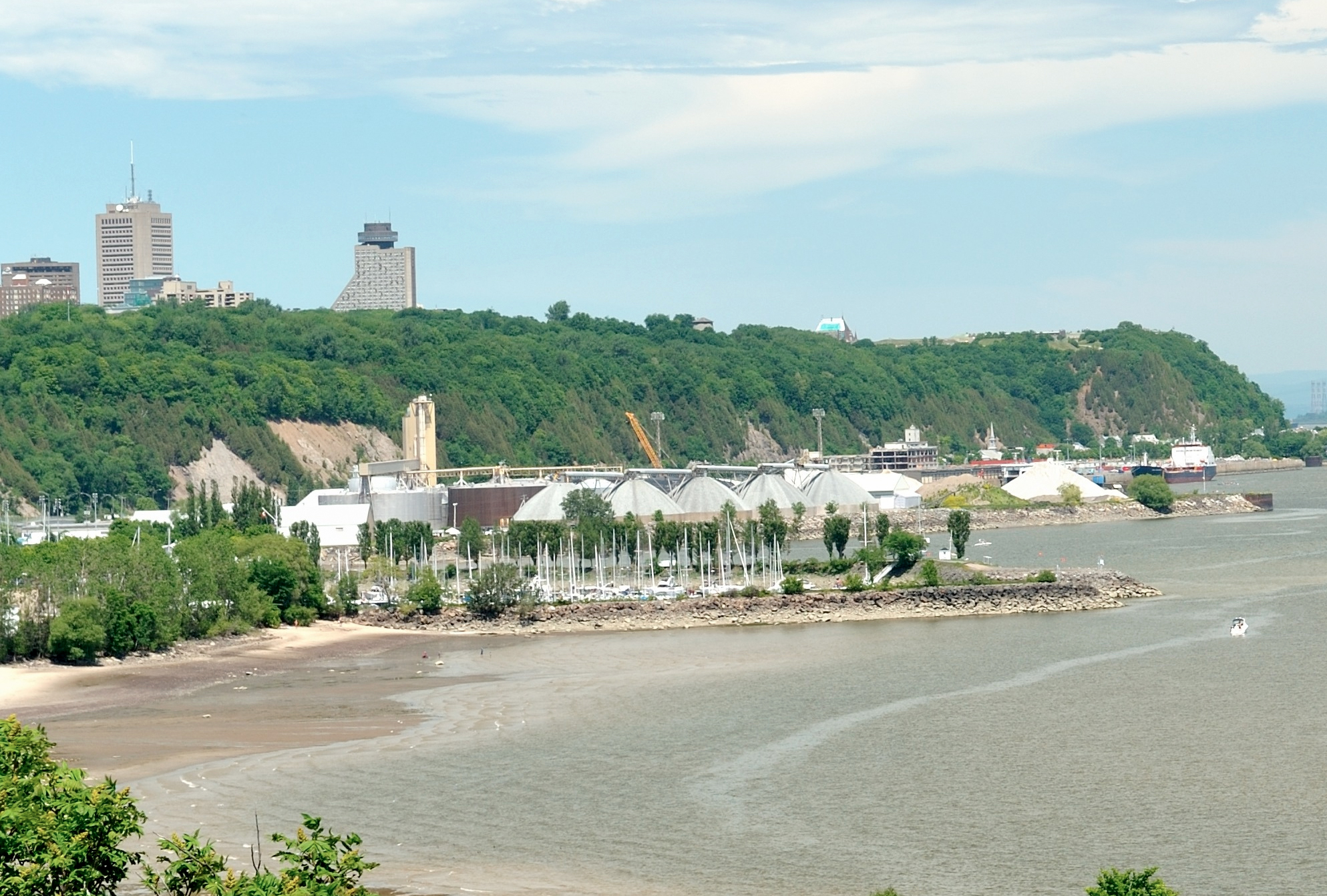
La colline de Québec surplombant le fleuve Saint-Laurent.
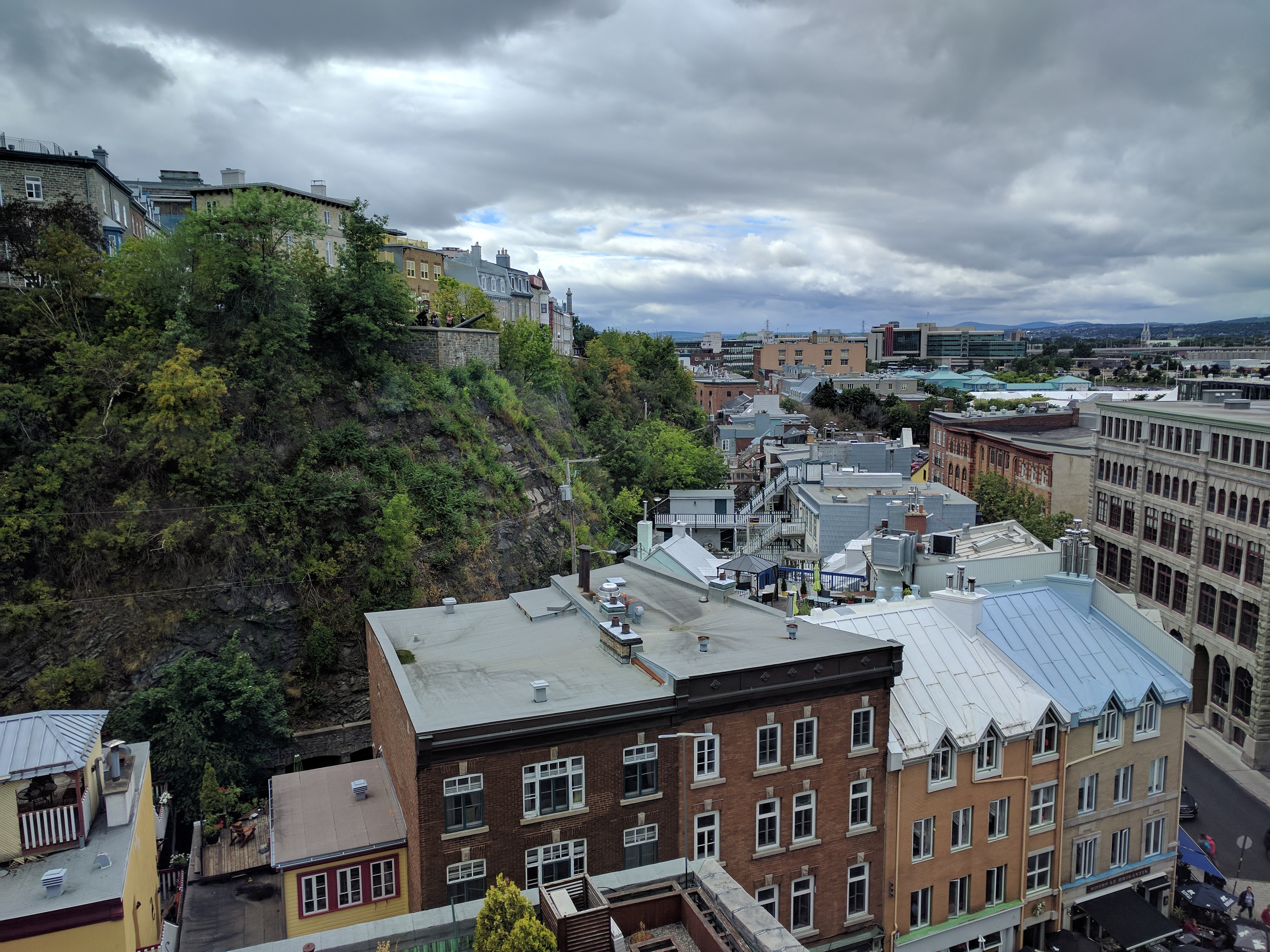
La colline surplombant la dépression de la rivière Saint-Charles.
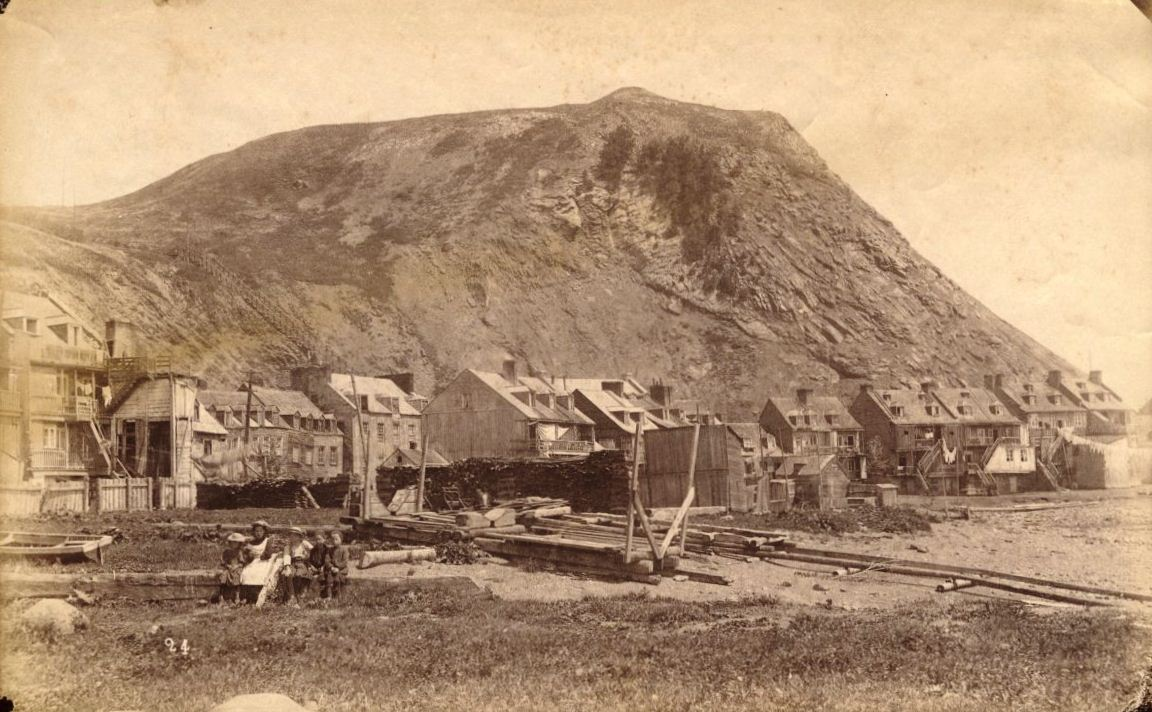
Le cap Diamant était une île à l'époque de la mer de Champlain.

### Coteau de L'Ange-Gardien
Sa superficie est de 23,1 km2. Il couvre les municipalités de L'Ange-Gardien (63,44 %) et Boischatel (36,56 %).

### Dépression de Cap-Rouge–Limoilou

#### Dépression de la rivière du Cap Rouge
Cette dépression possède une superficie est de 14 km2. Elle englobe la vallée de la rivière du Cap Rouge, surplombée par la colline de Québec à l'est et le plateau de Cap-Rouge à l'est. La construction du tracel de Cap-Rouge au début du XXe siècle a permis la liaison de ces deux élévations en passant au-dessus de la dépression.

#### Dépression de la rivière Saint-Charles
Cette dépression possède une superficie est de 56,8 km2. Elle se caractérise par une élévation peu élevée au-dessus du niveau de la mer. Elle est contenue par des terres plus élevées au sud (colline de Québec) et au nord (terrasses de L'Ancienne-Lorette et de Beauport). Elle constituait un chenal du fleuve Saint-Laurent avec la dépression de la rivière du Cap-Rouge il y a encore 8 400 ans. La rivière Saint-Charles en constitue un descendant. La basse-ville de Québec occupe la partie urbaine historique de cette dépression.

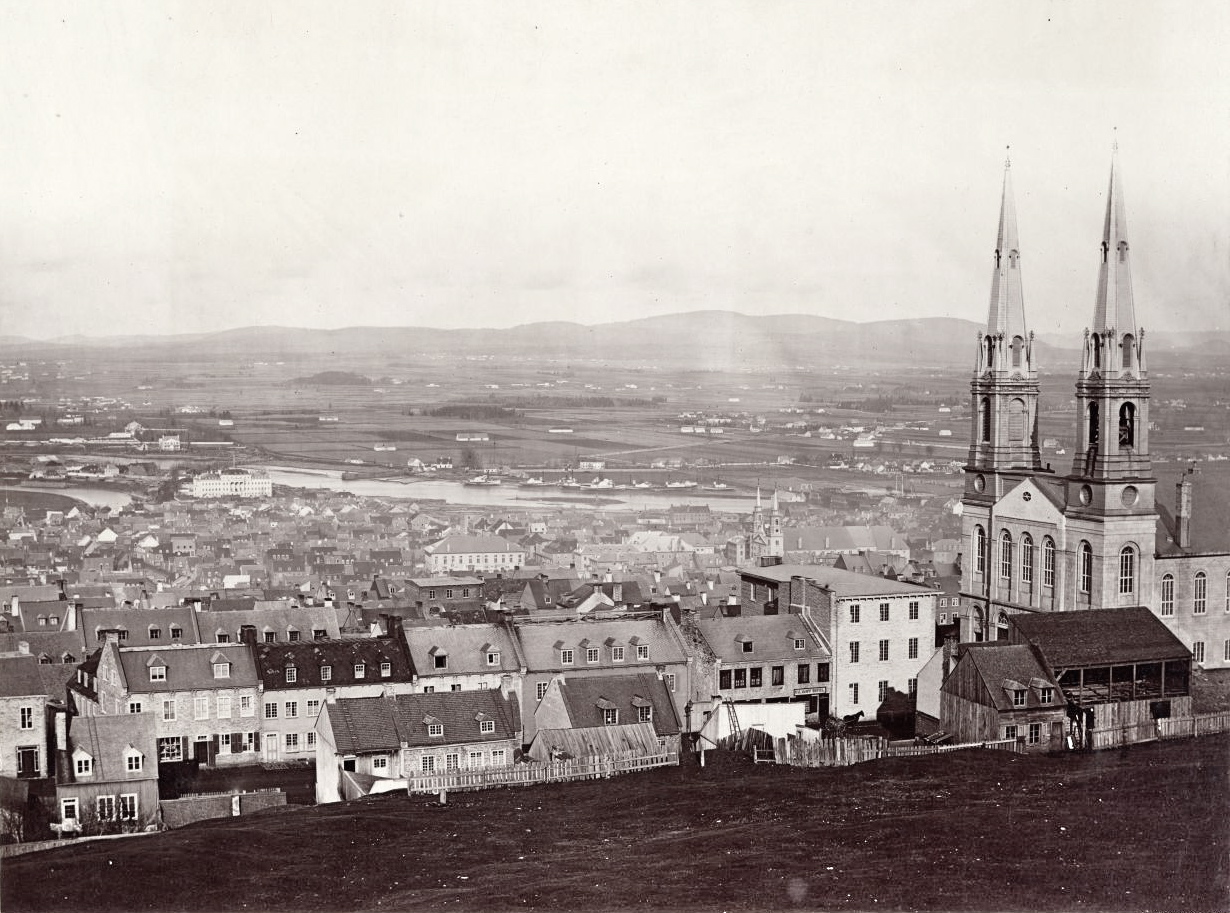
La dépression vue depuis la colline de Québec vers 1858.
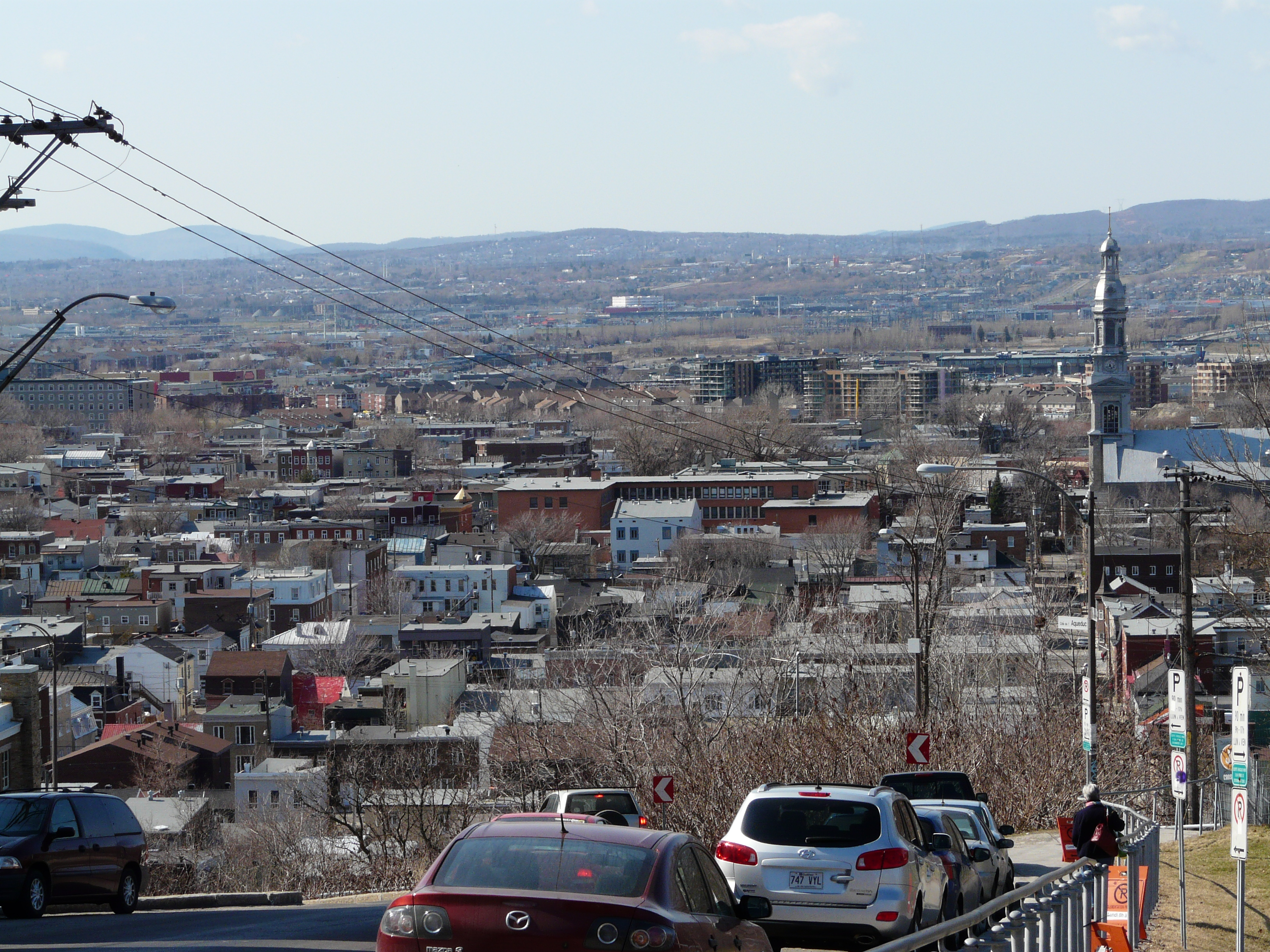
La dépression vue depuis la colline de Québec en 2009.
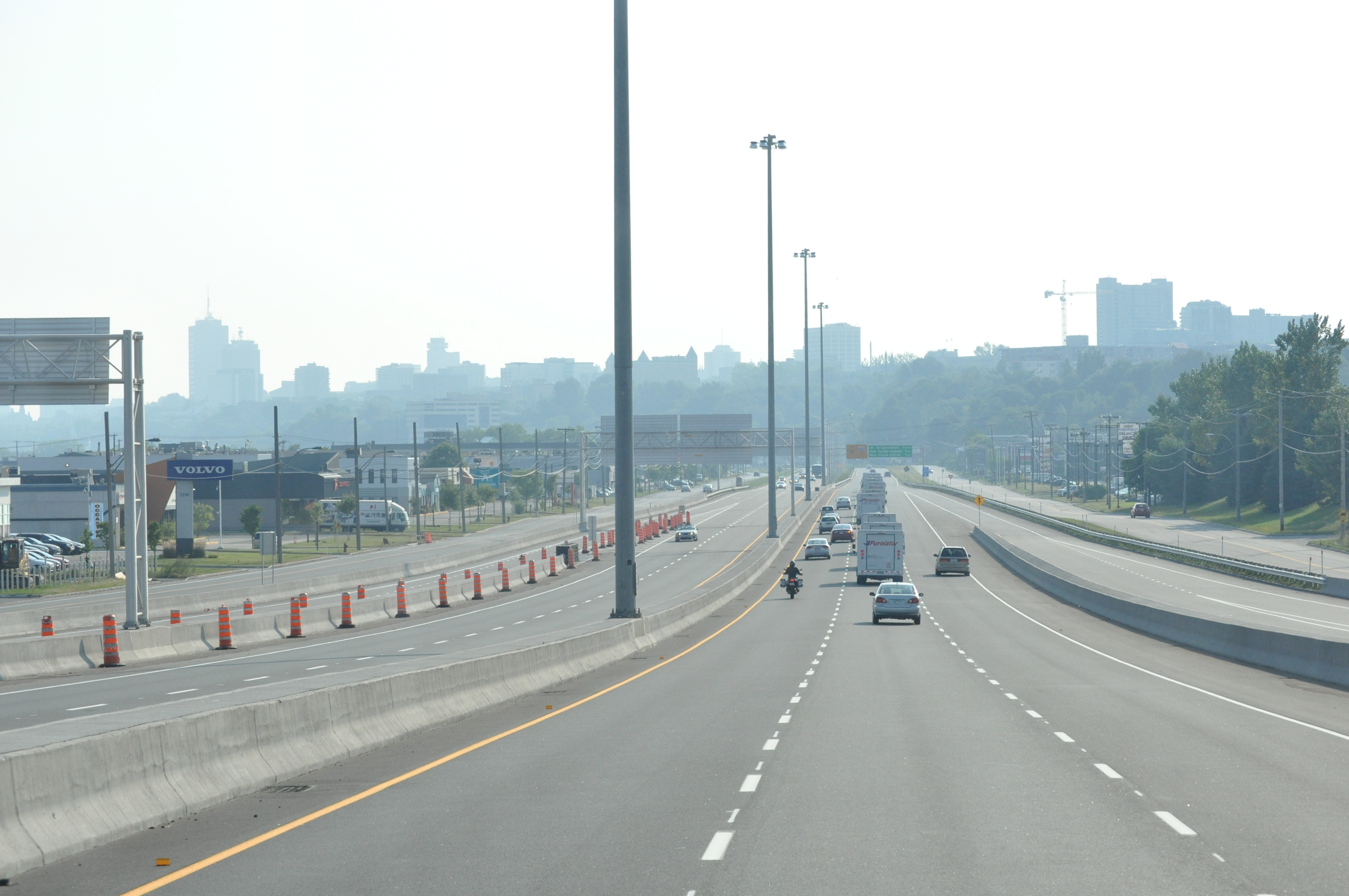
La dépression (premier plan) et la colline de Québec (arrière-plan).

### Terrasse de Beauport
Sa superficie est de 25 km2. Elle est entièrement située à Québec. Elle se répartit entre les arrondissements de Beauport (64,57 %), de Charlesbourg (24,87 %) et des Rivières (10,53 %). Elle s'étend d'est en ouest de la chute Montmorency jusqu'à Wendake.

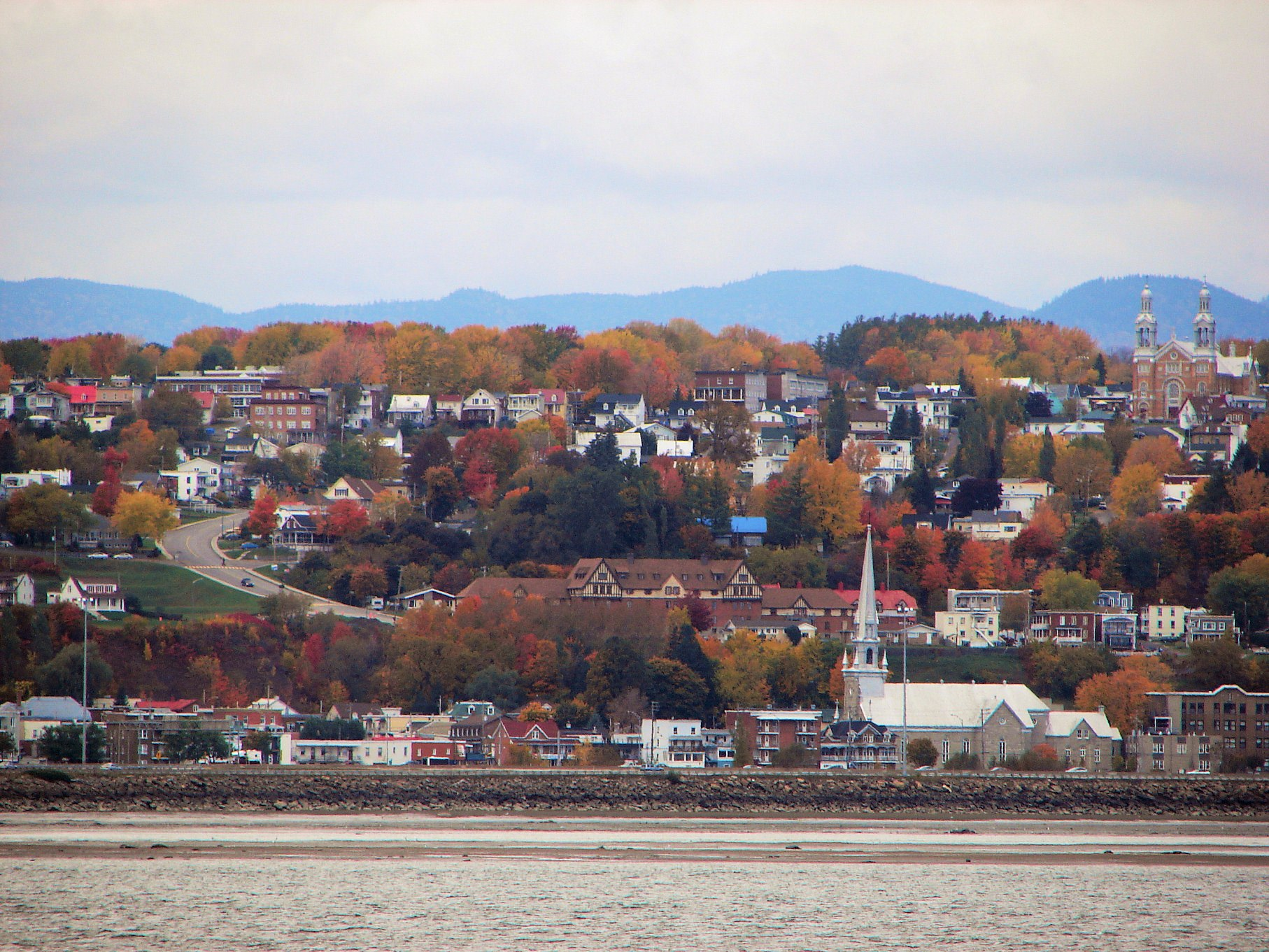
Terrasse de Beauport
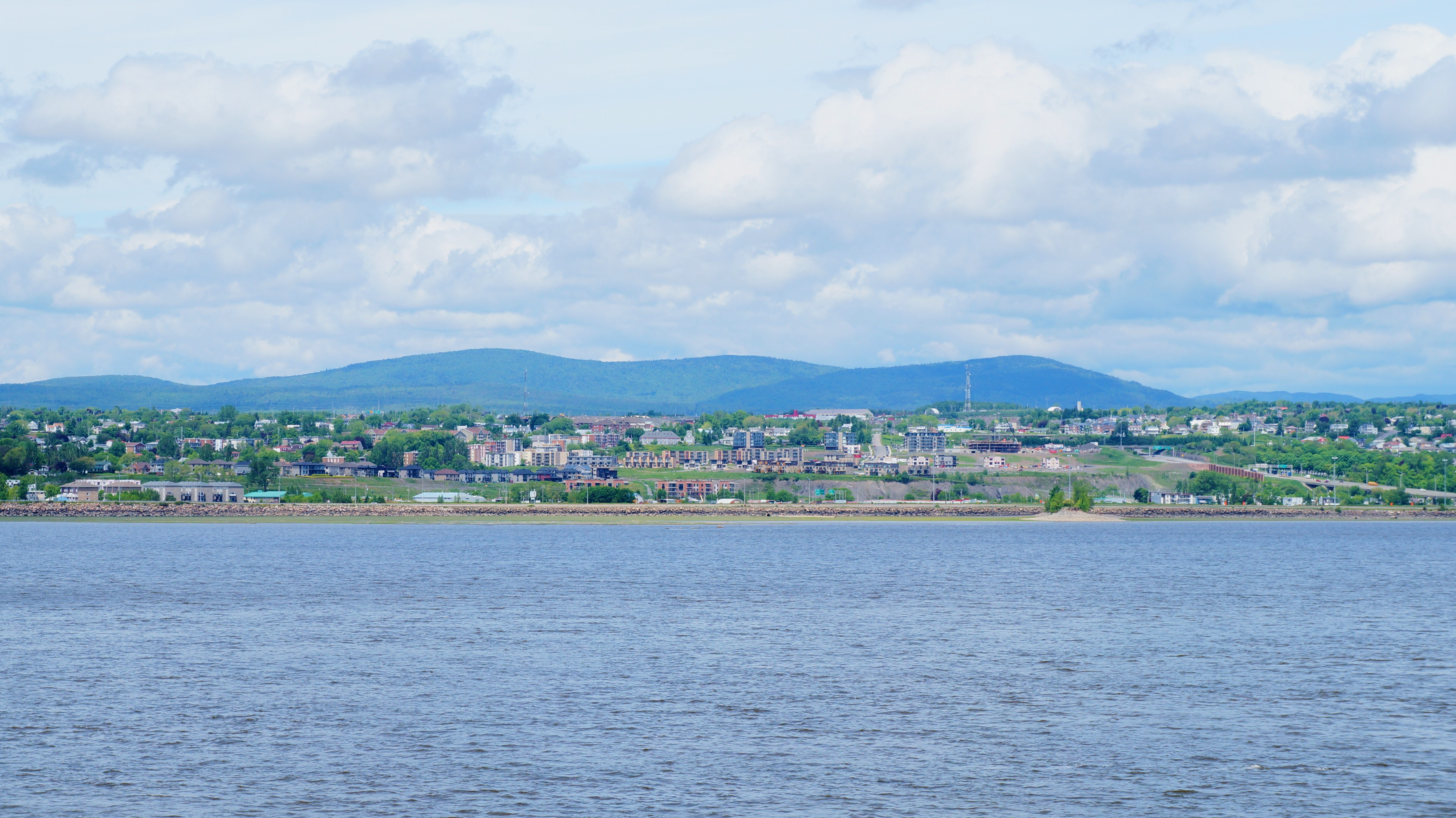
Terrasse de Beauport
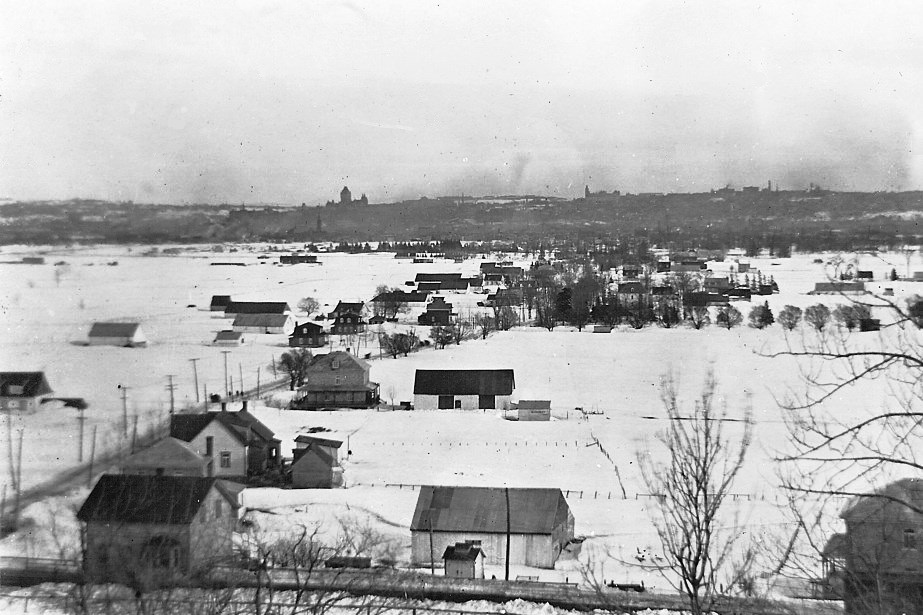
La terrasse au sud de Charlesbourg.

### Terrasse de L'Ancienne-Lorette
Avec une superficie de 71,5 km2, cette terrasse est la plus grande de l'ensemble des terrasses de Cap-Rouge-Beaupré. Elle constitue les hauteurs septentrionales des arrondissements de Sainte-Foy–Sillery–Cap-Rouge et des Rivières, à Québec. Le reste de la terrasse se situe dans les municipalités de Saint-Augustin-de-Desmaures (9,35 %) et de L'Ancienne-Lorette (7,59 %).

### Terrasses de la Côte-de-Beaupré
Leur superficie sont de 44,7 km2. Elles couvrent principalement les municipalités de Château-Richer (32,8 %), Sainte-Anne-de-Beaupré (32,64 %), L'Ange-Gardien (17,2 %) et Beaupré (14,46 %). Leur nom fait référence à la côte de Beaupré.

### Terrasse de Sainte-Thérèse-de-Liseux et Courville
Sa superficie est de 27,5 km2. Elle est située dans à 75 % à Québec, plus particulièrement dans les quartiers de Sainte-Thérèse-de-Liseux, Saint-Michel et des Chutes-Montmorency (arrondissement de Beauport). Le reste de la terrasse constitue la partie sud-ouest de Boischatel. La chute Montmorency tombe du haut de cette terrasse.

### Plateau de Cap-Rouge / terrasse de Saint-Augustin-de-Desmaures
Sa superficie est de 57,5 km2. Il est partagé entre Saint-Augustin-de-Desmaures (77,24 %) et Québec (22,76 %). Le lac Saint-Augustin constitue un résidu de la mer de Champlain à la suite du retrait de ses eaux de ce plateau.

### Plateau de Charlesbourg
Sa superficie est de 22,1 km2. Il est entièrement situé à Québec. Il se répartit entre les arrondissements de Charlesbourg (56,37 %), des Rivières (33,16 %) et de La Haute-Saint-Charles (10,46 %). Il englobe en partie les quartiers suivants : Trait-Carré, Des Jésuites, Orsainville, Bourg-Royal, Saint-Émile et Neufchâtel-Est–Lebourgneuf.

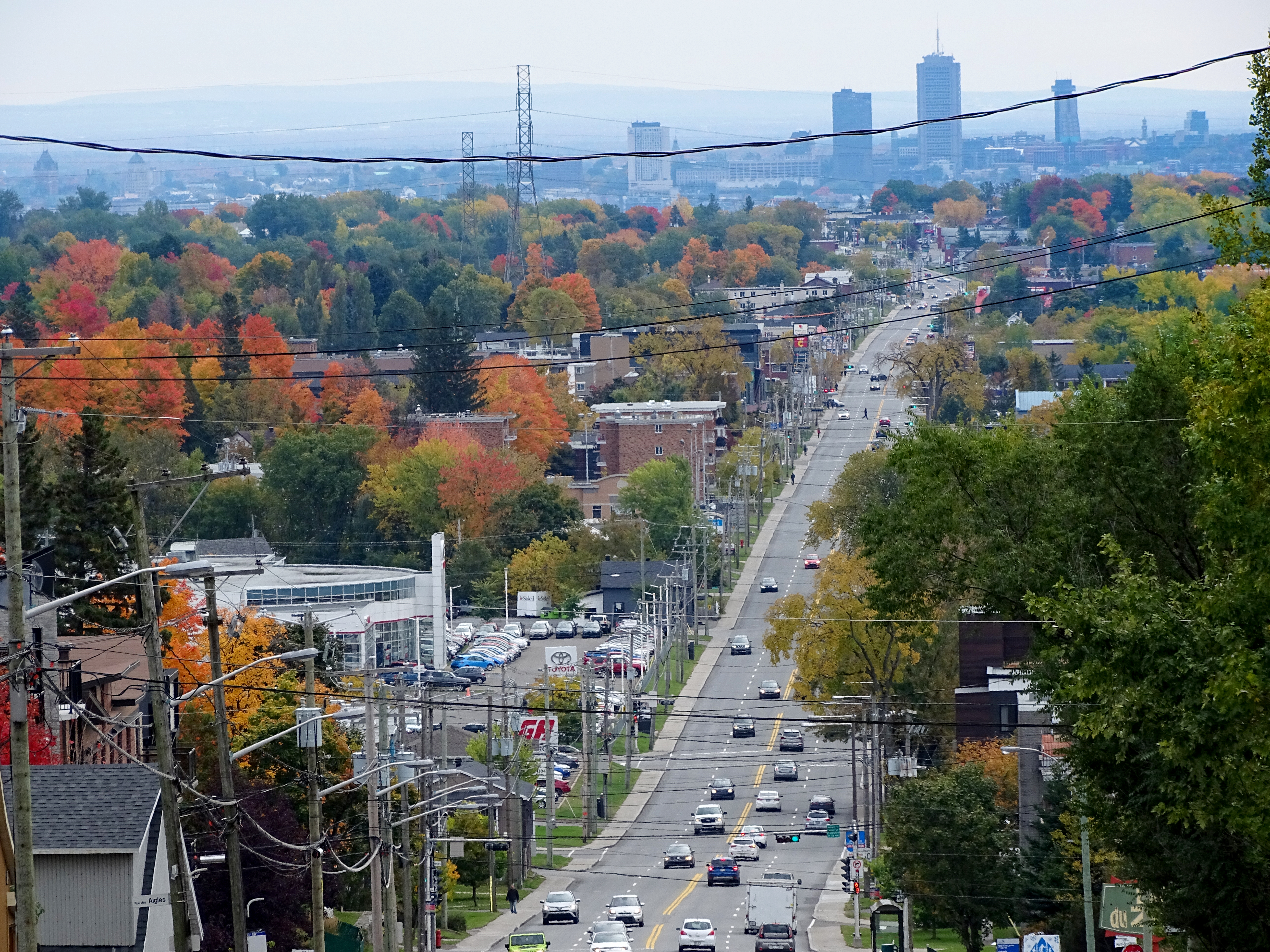
Plateau de Charlesbourg
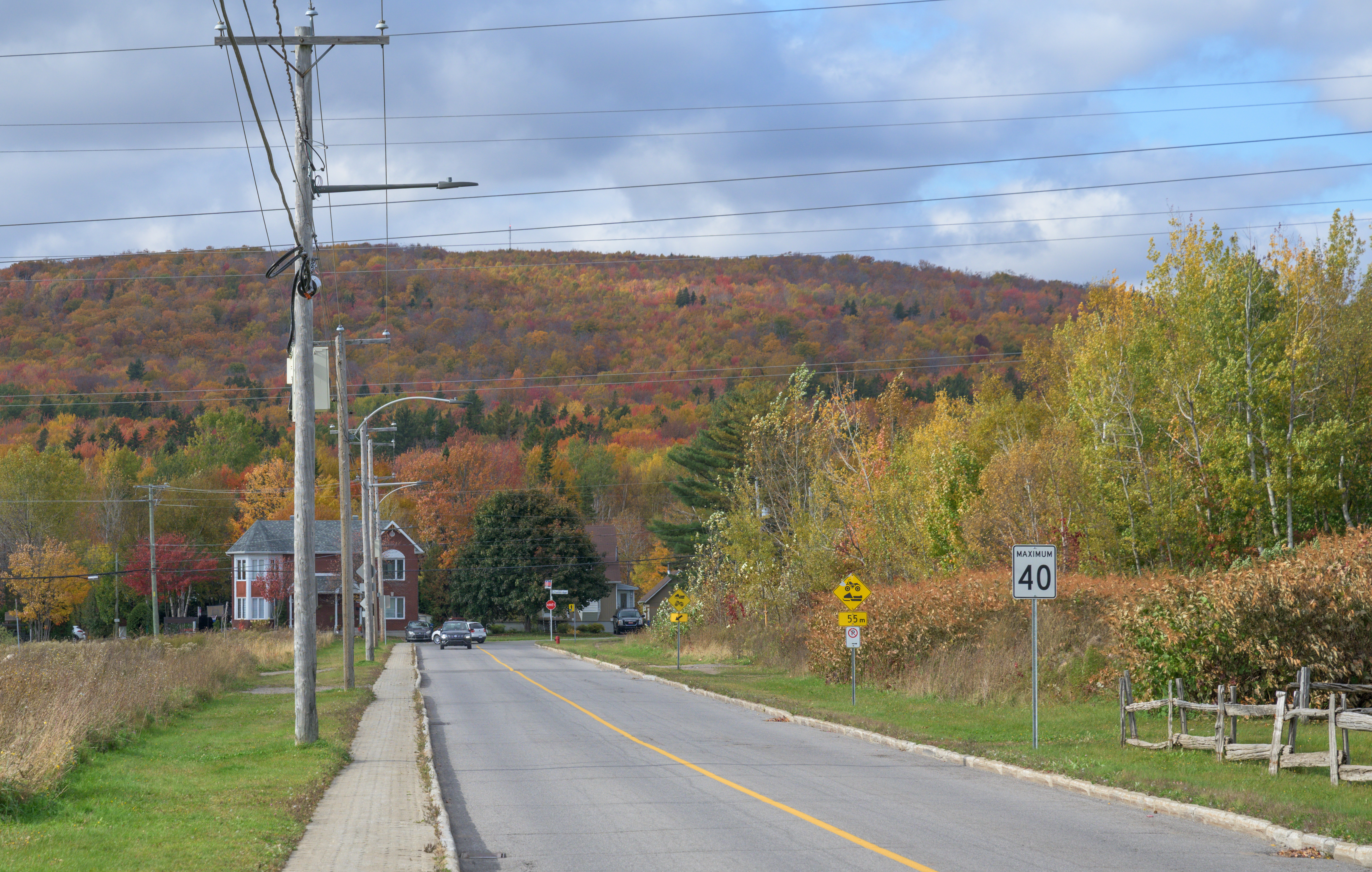
Rencontre du plateau et du massif laurentien dans le quartier de Bourg-Royal.
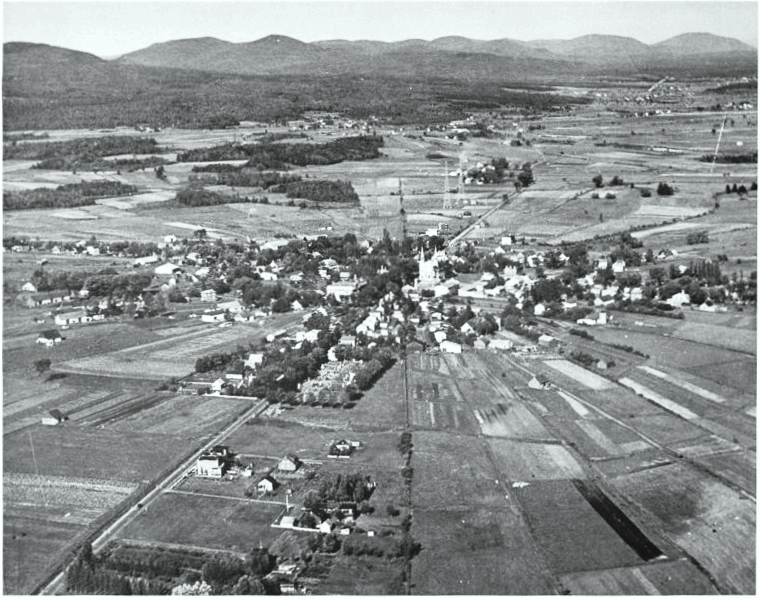
Le Trait-Carré en 1937.